# Timberline Twister
Pour les articles homonymes, voir Timberline.
Timberline Twister sont des montagnes russes assises junior du parc Knott's Berry Farm, situé à Buena Park, en Californie, aux États-Unis.

## Statistiques
- Capacité : 360 passagers par heure.
- Éléments :
- Train : un seul train de 3 wagons, les passagers sont assis par deux sur deux rangs pour un total de 12 passagers.
- Taille : les passagers doivent mesurer entre 91 centimètres et 1,75 mètre pour pouvoir accéder à l'attraction.